# ابوالقاسم انجوی شیرازی
سیّد ابوالقاسم انجوی شیرازی ‏ (۱۳۰۰ شیراز – ۲۵ شهریور ۱۳۷۲ تهران) معروف به نجوا از پژوهشگران ادبی ایران بود.

## زندگی
وی در سال ۱۳۰۰ خورشیدی در شیراز به دنیا آمد. پدرش سید خلیل مشهور به «صدرالعلما» که نسب وی به سیدالاسود طباطبایی می‌رسد، و مادرش خدیجه کجوری نوه آیت‌الله حاج شیخ مهدی کجوری مازندرانی بود. انجوی تحصیلات مقدماتی خود را شهر شیراز آغاز کرد، سپس به تهران رفت و در دبیرستان دارایی تحصیلات خود را پی گرفت. او تا مقطع لیسانس ادامه تحصیل داد، سپس در سال ۱۳۱۹ به سوئیس رفت و تحصیلات خود را در رشته علوم سیاسی و اجتماعی در ژنو تکمیل نمود. بعد از شهریور ۱۳۲۰ و سقوط رضاشاه، انجوی به فعالیت‌های سیاسی روی آورد و از حدود سال ۱۳۲۲ نیز فعالیت‌های مطبوعاتی خود را آغاز کرد.
انجوی در جوانی فعال سیاسی بود و مجله‌ای انتقادی و سیاسی با نام «آتشبار» انتشار می‌داد. در جریان کودتای سال ۱۳۳۲ دستگیر و به جزیره خارگ تبعید شد. ثمره آن دوران کتابی است با عنوان «تبعیدگاه خارک» مشتمل بر خاطرات وی.
وی از ناحیه اجرای این برنامه منابع زیادی از فرهنگ مردم ایران را گردآوری کرد. انجوی در حیاتش توانست یازده جلد کتاب در زمینه فرهنگ مردم ایران شامل مثل‌ها، قصه‌ها و آداب و رسوم با کمک انتشارات امیرکبیر انتشار دهد. از جمله دستیاران وی در زمان گردآوری و تدوین این کتاب‌ها می‌توان از نصرالله یگانه، محمود ظریفیان، احمد وکیلیان، علی اکبر عبدالرشیدی، علی اکبر جباری (بیدل) و حسن پناهیان یاد کرد. وی علاوه بر این در زمینه حافظ‌شناسی و موضوعات دیگر هم مقالاتی دارد. مقالات انجوی در حوزه فرهنگ بسیار متنوع است.
دیوان حافظ شیرازی با تصحیح انجوی شیرازی به زعم برخی حافظ شناسان کامل‌ترین دیوان است زیرا وی گونه‌ها و روایات مربوط به اشعار حافظ را گردآوری و ارائه کرده‌است.
از کتاب‌های دیگر وی سفینه غزل است که مجموعه‌ای از غزل‌های منتخب در ادبیات فارسی است. «گل به صنوبر چه کرد» تألیف و گرآوری افسانه‌ها و داستان‌های کهن ایرانی است که شامل افسانه‌هایی با مضامینی مشمول بر دیوها و شاهزاده‌ها و قهرمانانی با توانایی‌های فراانسانی و اژدهایان و نیروهای شر و نیکی و... است. متأسفانه تنها دو بخش از مجلد اول این مجموعه در دو جلد و در حدود ۴۰۰ صفحه‌ منتشر شده است و باقی کار بعد از انقلاب به‌سبب سانسور امکان انتشار نیافت. انجوی شیرازی در ۲۵ شهریور سال ۱۳۷۲ خورشیدی در تهران درگذشت و در گورستان ابن بابویه به خاک سپرده شد. خانه وی در نیاوران جمال آباد پس از مرگش به موزه فرهنگ مردم تبدیل شده‌ است.
انجوی هرگز ازدواج نکرد. او دوستان زیادی داشت. وی از آخرین دوستان صادق هدایت بود و گفته شده‌ است که هدایت آخرین کتاب خود با نام توپ مرواری را نخست برای نگهداری به او سپرده بود.

## کتاب‌ها
| سال            | نام اثر                                                                                 | پدیدآورنده                                                                  | ناشر             |
| -------------- | --------------------------------------------------------------------------------------- | --------------------------------------------------------------------------- | ---------------- |
| ۱۶ خرداد، ۱۳۸۹ | گل به صنوبر چه کرد؟ قصه‌های ایرانی                                                       | ابوالقاسم انجوی شیرازی، سیداحمد وکیلیان (تدوین)، لیلی تقی پور (نقاش)        | امیرکبیر         |
| ۲۳ آذر، ۱۳۸۹   | جشنها و آداب و معتقدات زمستان                                                           | ابوالقاسم انجوی شیرازی                                                      | امیرکبیر         |
| ۲۳ آذر، ۱۳۸۹   | جشنها و آداب و معتقدات زمستان                                                           | ابوالقاسم انجوی شیرازی                                                      | امیرکبیر         |
| ۱۸ بهمن، ۱۳۸۵  | ریشه‌های تاریخی امثال و حکم                                                              | مهدی پرتوی آملی، ابوالقاسم انجوی شیرازی (مقدمه)، کامران بزرگ نیا (ویراستار) | سنایی            |
| ۱۸ مهر، ۱۳۸۶   | دیوان خواجه حافظ شیرازی: با تصحیح و سه مقدمه و حواشی و تکمله و کشف الابیات و کشف اللغات | ابوالقاسم انجوی شیرازی                                                      | بدرقه جاویدان    |
| ۱۳۳۶           | س‍ف‍ی‍ن‍ه غ‍زل                                                                                    | ابوالقاسم انجوی شیرازی (اه‍ت‍م‍ام)؛ ب‍ا م‍ق‍دم‍ه‌ای از م‍ح‍س‍ن ه‍ش‍ت‍رودی                              | تهران: صفی‌علیشاه |
|                | تمثیل و مثل                                                                             |                                                                             |                  |

## مقالات
- تهران غرب زده[۱۷] (3 صفحه - از ۶۸ تا ۷۰)

مجلات: فلسفه، کلام و عرفان» درس‌هایی از مکتب اسلام» شهریور ۱۳۵۰، سال دوازدهم - شماره ۸»
نویسنده:انجوی شیرازی، سید ابوالقاسم
نظر شما | دانلود
- موسیقی‌های محلی و وحدت ملی (۲ صفحه - از ۲۸ تا ۲۹)

مجلات: زبان و ادبیات» حافظ» اردیبهشت ۱۳۸۳ - شماره ۲»
نویسنده:انجوی شیرازی، سید ابوالقاسم
- ترکیب‌های «زندگی طوفانی» (۲ صفحه - از ۸۵۴ تا ۸۵۵)

مجلات: زبان و ادبیات» آینده» سال شانزدهم، آذر تا اسفند ۱۳۶۹ - شماره ۹–۱۲»
نویسنده:انجوی شیرازی، سید ابوالقاسم
- کتابفروشی در تهران (۶ صفحه - از ۹۷۲ تا ۹۷۷)

مجلات: زبان و ادبیات» آینده» سال نوزدهم، دی تا اسفند ۱۳۷۲ - شماره ۱۰–۱۲»
نویسنده:انجوی شیرازی، سید ابوالقاسم
- آدمی جلوه حق (۴ صفحه - از ۱۰ تا ۱۳)

مجلات: هنر» کلک» خرداد ۱۳۶۹ - شماره ۳»
نویسنده:انجوی شیرازی، سید ابوالقاسم
- کلک گزارش: در ماه گذشته چه کتاب یا کتابهایی خوانده‌اید؟ (۸ صفحه - از ۱۵۳ تا ۱۶۰)

مجلات: هنر» کلک» مرداد ۱۳۶۹ - شماره ۵»
گزارشگران:انجوی شیرازی، سید ابوالقاسم - تاجور، بهروز
- فضل و مقام انسانی دکتر یوسفی (۲ صفحه - از ۶۳ تا ۶۴)

مجلات: هنر» کلک» آبان ۱۳۶۹ - شماره ۸»
معرف:انجوی شیرازی، سید ابوالقاسم
- نقد ادبی: گوش داشتن (۴ صفحه - از ۶۱ تا ۶۴)

مجلات: هنر» کلک» فروردین ۱۳۷۰ - شماره ۱۳»
نویسنده:انجوی شیرازی، سید ابوالقاسم
- نقد و نظر: تبریز (۵ صفحه - از ۶۴ تا ۶۸)

مجلات: هنر» کلک» مرداد ۱۳۷۰ - شماره ۱۷»
نویسنده:انجوی شیرازی، سید ابوالقاسم